# Hyllisia indiana
Hyllisia indiana är en skalbaggsart som beskrevs av Stefan von Breuning 1963. Hyllisia indiana ingår i släktet Hyllisia och familjen långhorningar. Inga underarter finns listade i Catalogue of Life.